# Randall Thompson
Ira Randall Thompson (ur. 21 kwietnia 1899 w Nowym Jorku, zm. 9 lipca 1984 w Bostonie) – amerykański kompozytor i pedagog.

## Życiorys
Syn nauczyciela języka angielskiego. W dzieciństwie uczył się gry na organach, uczęszczał do Lawrenceville School w Nowym Jorku. W latach 1916–1920 studiował na Harvard University u Archibalda Thompsona Davisona, Edwarda Burlingame’a Hilla i Waltera Spaldinga. W 1921 roku odbył prywatny kurs u Ernesta Blocha w Nowym Jorku. W 1922 roku uzyskał tytuł Master of Arts, w tym samym roku otrzymał stypendium za preludium Pierrot and Cothurnus i wyjechał do Rzymu, gdzie uczył się w Asolo u Gian Francesco Malipiera. Wykładał w Wellesley College (1927–1929 i 1936–1937), Uniwersytecie Kalifornijskim w Berkeley (1937–1939), Curtis Institute of Music w Filadelfii (1939–1941), University of Virginia w Charlottesville (1941–1946), Princeton University (1946–1948) i Harvard University (1948–1965). Jego uczniami byli m.in. Leonard Bernstein i Lukas Foss. Opublikował pracę College Music (Nowy Jork 1935).
Dwukrotny laureat stypendium Fundacji Pamięci Johna Simona Guggenheima (1929 i 1930). Od 1938 roku był członkiem National Institute of Arts and Letters. Odznaczony został Orderem Zasługi Republiki Włoskiej w stopniu kawalera (1959).

## Twórczość
Był przedstawicielem nurtu neoklasycznego w muzyce amerykańskiej. Uprawiał przede wszystkim twórczość wokalną, poprzez użycie techniki kontrapunktu nawiązując do muzyki renesansowej. Język muzyczny Thompsona odznaczał się diatoniką i prostotą środków wyrazu, w niektórych utworach kompozytor wykorzystywał nawiązania do muzyki ludowej i jazzu.

## Ważniejsze kompozycje
(na podstawie materiałów źródłowych)

### Utwory orkiestrowe
- 3 symfonie (I 1929, II e-moll 1931, III a-moll 1949)
- preludium Pierrot and Cothurnus (1922)
- preludium symfonicznie The Piper at the Gates of Down (1924)
- Jazz Poem na fortepian i orkiestrę (1928)
- fantazja symfoniczna A Trip to Nahant (1954)

### Utwory kameralne
- All on a Summer’s Eve na skrzypce lub wiolonczelę i fortepian (1917)
- Septet na flet, klarnet, kwartet smyczkowy i fortepian (1917)
- Kwintet na flet, klarnet, altówkę, wiolonczelę i fortepian (1920)
- Scherzino na flet piccolo, skrzypce i altówkę (1920)
- The Wind in the Willows na kwartet smyczkowy (1924)
- 2 kwartety smyczkowe (I d-moll 1941, II G-dur 1967)
- Trio na 3 kontrabasy (1949)
- Wedding Music na kwartet smyczkowy i kontrabas ad libitum (1971)

### Utwory fortepianowe
- Allegro (1918)
- Indianola Variations na 2 fortepiany (1918)
- 2 scherza (1921, 1921)
- Varied Air (1921–1922)
- 2 sonaty (1922, 1922–1923)
- Suita (1924)
- The Boats were Talking (1925)
- Mazurka (1926)
- Song after Sundown (1935)
- Little Prelude (1935)

### Utwory na chór a cappella
- The Last Invocation (1922)
- 5 Odes of Horace na 4–7-głosowy chór męski (1924)
- 2 Amens (1927)
- Pueri hebraeorum na 8-głosowy chór żeński (1928)
- Rosemary na 3–4-głosowy chór żeński (1929)
- The Peaceable Kingdom na 4–8-głosowy chór (1936)
- Tarantella: Do you Remember an Inn, Miranda? na chór męski (1937)
- The Lark in the Morn (1938)
- Alleluia (1940)
- Now I Lay me down to Sleep na chór żeński (1947)
- Felices ter: Horace Ode for A.T. Davison (1953)
- Mass of the Holy Spirit na 4–12-głosowy chór (1955–1956)
- Requiem na podwójny chór (1957–1958)
- Glory to God in the Highest (1958)
- The Gate of Heaven na chór żeński lub męski lub mieszany (1959)
- The Best of Rooms (1963)
- motet The Eternal Dove (1968)
- 2 Herbert Songs (1970)
- Farewell (1973)

### Utwory wokalno-instrumentalne
- Americana na 4–8-głosowy chór i fortepian (1932, zorkiestrowane 1940)
- Tarantella na chór męski i fortepian lub orkiestrę (1937)
- The Testament of Freedom na chór męski lub mieszany i fortepian lub orkiestrę lub orkiestrę dętą (1943)
- The Last Words of David na chór mieszany lub męski i orkiestrę lub fortepian (1949)
- Ode to the Virginian Voyage na chór i orkiestrę (1957)
- 7 pieśni Frostiana na 3–7-głosowy chór i fortepian lub orkiestrę (1959)
- The Lord is my Shepherd na chór żeński i fortepian lub organy lub harfę (1962)
- A Feast of Praise na chór, instrumenty dęte blaszane i harfę lub fortepian (1963)
- Hymn: Thy Book Falls Open na chór i organy lub zespół instrumentów (1964)
- oratorium The Passion According to St Luke na 2 głosy solowe, chór i orkiestrę (1965)
- kantata A Psalm of Thanksgiving na chór dziecięcy, chór i orkiestrę lub fortepian lub organy (1967)
- The Place of the Blest na chór chłopięcy lub żeński i fortepian lub orkiestrę kameralną (1969)
- A Hymn for Scholars and Pupils na chór żeński, orkiestrę kameralną i organy lub chór, flet, 2 trąbki, puzon, organy i smyczki (1973)
- A Concord Cantata na chór i fortepian lub orkiestrę (1975)

### Opery
- opera Solomon and Balkis (1942, wyk. radio CBS Nowy Jork 1942, wyst. Cambridge 1942)
- dramat muzyczny A Nativity According to St Luke (1961, wyst. Cambridge 1961)

### Balet
- Jabberwocky (1951)

### Muzyka do sztuk teatralnych
- Torches (1920)
- Grand Street Follies (1926; niezachowana)
- The Straw Hat (1926)
- The Battle of Dunster Street (1953)